# 扎西绕登乡
扎西绕登乡，是中华人民共和国西藏自治区林芝市米林市下辖的一个乡镇级行政单位。

## 行政区划
扎西绕登乡下辖以下地区：
彩门村、萨玉村、甲玛村、康萨村、龙安村、森波村、吞布容村、扎村、多卡村和雪巴村。